# Laurianne Deniaud
Laurianne Deniaud, née le 29 mars 1982 à Saint-Nazaire, est une femme politique française, membre du Parti socialiste. Elle est présidente du Mouvement des jeunes socialistes (MJS) de novembre 2009 à novembre 2011 puis secrétaire nationale du PS à la vie associative, conseillère de François Hollande pendant l'élection présidentielle et chef de cabinet du  ministre délégué à la ville  François Lamy jusqu'en novembre 2013. Elle est première adjointe au maire de Saint-Nazaire en avril 2014, et démissionne de ces fonctions le 27 juin 2019.

## Biographie

### Formation
Laurianne Deniaud obtient une licence en droit à l'université de Nantes, puis une maîtrise scientifique et technique d'intervention et développement social et un master aménagement du territoire, animation et développement local à l'université Paris Diderot.

### Vie associative
De 2007 à 2009, elle est chef de projet en politique de la ville dans les quartiers d'Épinay-sous-Sénart aux côtés des jeunes et des associations.
Engagée dans le militantisme associatif et dans l'éducation populaire au niveau local puis national au sein de la Fédération nationale Léo-Lagrange où elle est vice-présidente de 2008 à 2012, spécialisée sur les questions de jeunesse. Elle organise notamment les Assises de la jeunesse, impliquant des milliers de jeunes partout en France dans des débats citoyens avant l'élection présidentielle de 2007.

### Au sein du MJS et du PS

#### Ascension
Animatrice fédérale du Mouvement des jeunes socialistes de la Loire-Atlantique de 2002 à 2004, elle organise les mobilisations d'avril 2002 et mobilise les jeunes socialistes ligériens vers le succès aux élections régionales de 2004 face à François Fillon en Pays de la Loire.
Membre du Secrétariat national du MJS depuis 2007, Laurianne Deniaud s'investit après le congrès de Bordeaux (fin 2007) sur les questions éducatives et lance un chantier de débat et de réflexion au sein du MJS.

#### Présidente du MJS

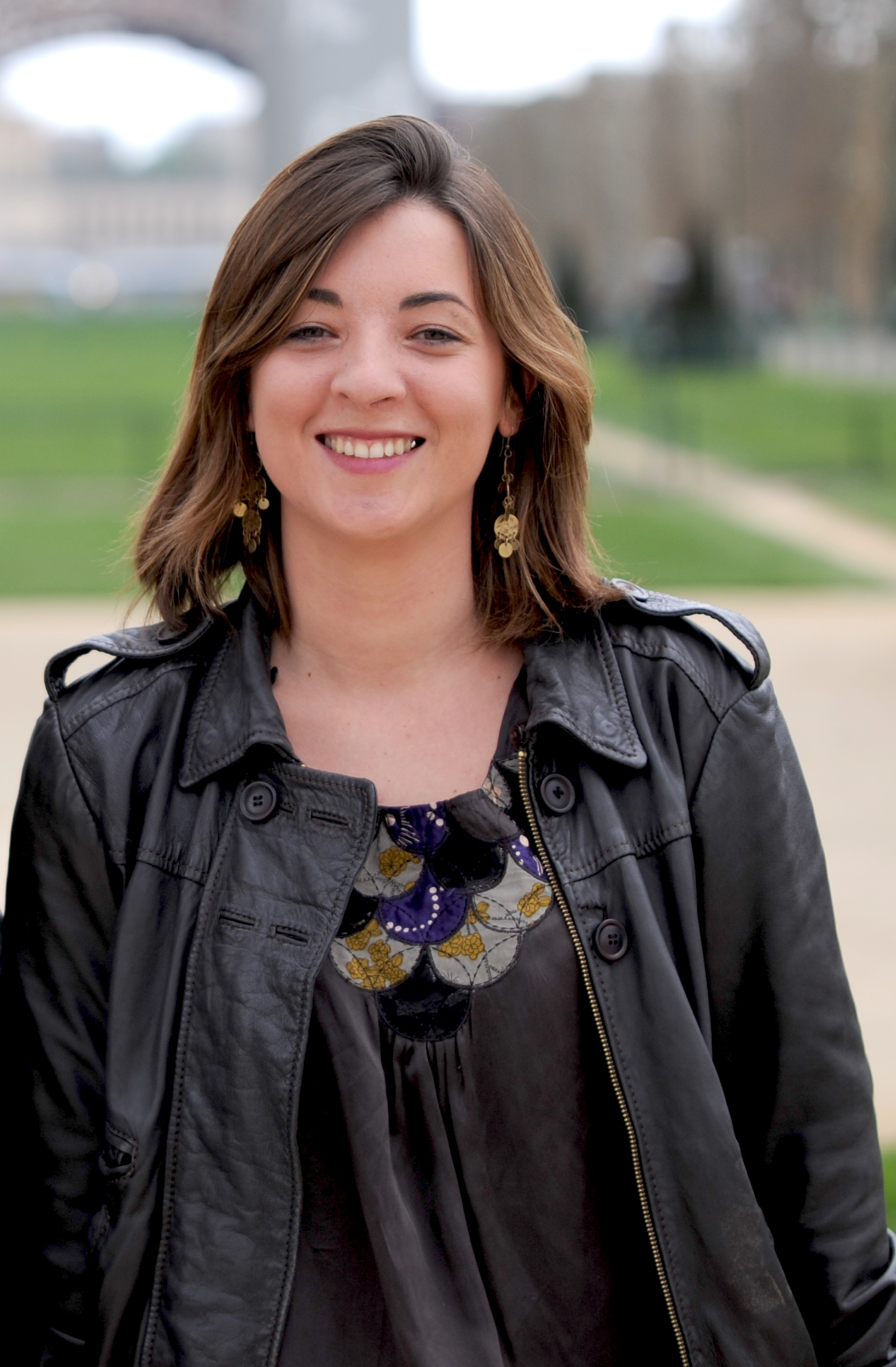
Laurianne Deniaud, le 07 avril 2010 à Paris.

Elle déclare sa candidature à la présidence du MJS en avril 2009. Au cours du congrès sa candidature est soutenue par la motion 1, regroupant les courants de la majorité nationale du MJS, proches de Benoît Hamon, porte-parole du PS. Le 22 novembre, elle est élue présidente du mouvement avec 72,7 % des voix, contre Guillaume Frasca, candidat de la motion 2. Elle succède à Antoine Détourné.
Sous son mandat, les jeunes socialistes lancent la série de conventions Perspectives 2012 destinée à établir des propositions pour la présidentielle. À l'occasion des élections cantonales de mars 2011, dans le canton de Saint-Nazaire-Est, elle est suppléante du sortant Philippe Grosvalet. Celui-ci est reconduit et devient président du conseil général de la Loire-Atlantique.

#### Son rôle après la victoire de la gauche en 2012
Elle est chargée de la jeunesse au sein du pôle thématique « éducation, jeunesse, enseignement supérieur, recherche » dans l'équipe de campagne de François Hollande pour l'élection présidentielle de 2012.
Chargée du service vie associative de 2011 à 2012, auprès de François Lamy, alors député de l'Essonne et maire de Palaiseau, lorsque celui-ci est nommé ministre délégué à la ville, elle devient dans un premier temps son chef adjoint de cabinet puis son chef de cabinet jusqu'au 15 novembre 2013.
Après avoir été secrétaire nationale du PS, chargée de la vie associative (2011-2012), elle devient membre du bureau national du PS le 18 novembre 2012, dont elle est la benjamine.

#### Adjointe au maire de Saint-Nazaire
Elle est candidate à la candidature sur les listes socialistes pour les élections municipales de 2014 à Saint-Nazaire et est élue au conseil municipal de la ville dont elle devient première adjointe au maire, chargée du logement, de l'urbanisme et de la participation des habitants le 4 avril suivant. Elle démissionne de cette fonction en juin 2019.

#### Candidate aux législatives
Elle est désignée candidate du PS pour les élections législatives de 2017 dans la 8e circonscription de la Loire-Atlantique lors d'un vote le 8 décembre 2016. Avec seulement 14 % des voix, elle n'est pas qualifiée pour le deuxième tour dans ce bastion socialiste, où lors des élections de 2012, la candidate socialiste Marie-Odile Bouillé avait été élue dès le premier tour.

#### Membre du cabinet du maire de Marseille
En 2020, elle entre au cabinet de Michèle Rubirola à la mairie de Marseille.

## Décoration
- Médaille de la jeunesse, des sports et de l'engagement associatif, argent (2025)[8].

## Annexe